# ذا ميري-غو-راوند بروك داون
ذا ميري-غو-راوند بروك داون (بالإنجليزية: The Merry-Go-Round Broke Down)‏ هي أغنية كتبت عام 1937 من قبل كليف فريند وديف فرانكلين. تعرف أكثر بمقدمة كارتون لووني تونز التي أنتجتها وارنر براذرز كارتونز من 1937 إلى 1969.
تبدأ الأغنية الأصلية بمقطوعة تقديمية تؤدي للمقطوعة الرئيسية للأغنية، تدور الأغنية حول تغزل شاب لفتاته في حديقة الألعاب وهما وسط لعبة الأحصنة الخشبية.
نسخة موسيقية متبناة من الأغنية أصبحت مقدمة ونهاية عرض سلسلة لووني تونز، مرتبطة غالبا مشهد بوركي بيغ يتلعثم قائلا «ذ-ذ-ذ-ذاتس أوول فوكس! Th-th-that's all, folks!» في نهاية كل كارتون. نسخة أخرى صوتية من غناء دافي داك (بصوت ميل بلانك) سمعت في فيلم دافي داك آند إيغهيد (1938) ضمن السلسلة الشقيقة ميري ميلوديز. غنى دافي أيضا الأغنية في فيلم بووبس إن ذا وودس (1950) ضمن سلسلة لووني تونز.
في عام 1964، عزفت نسخة محدثة للأغنية من قبل ويليام لافا لتستخدم في كلا السلسلتين لووني تونز وميري ميلوديز.
أعيد استخدام الأغنية عام 1988 في فيلم هو فريمد روجر رابيت، الفيلم الذي يضم تمثيلا بشريا حيا مع تمثيل شخصيات الرسوم المتحركة في فترة الأربعينات، أديت الأغنية مرتين، مرة بصوت روجر رابيت (بصوت تشارلز فلايشر) والأخرى بصوت شريكه في البطولة إيدي فاليانت (تمثيل بوب هوسكينز). كلمات الأغنية كتبت خصيصا للفيلم.
نسخة موسيقية من الأغنية استخدمت في مقدمة ونهاية فيلم غريملنز 2: ذا نيو باتش مع ظهور شخصيات لووني تونز. كما استخدمت في نهاية فيلم سبيس جام (1996) ولووني تونز: باك إن أكشن (2003).